# Soupçons (film, 1956)
Pour les articles homonymes, voir Soupçon.
Pour plus de détails, voir Fiche technique et Distribution.
Soupçons est un film français réalisé par Pierre Billon, sorti en 1956.

## Synopsis
Le riche Étienne de Montenoy a organisé une réunion de famille dans son château. C'est pour lui l'occasion de s'éloigner de sa maitresse vieillissante, Angèle ; il en effet est tombé amoureux de la jeune et belle Claire, qu'il vient d'engager comme préceptrice de sa filleule. Après une nuit, où il s'est senti mal, on le retrouve mort au matin. La police découvre qu'il a été empoisonné.

## Fiche technique
- Réalisateur : Pierre Billon
- Scénario et dialogue : Pierre Billon, et Maurice Dekobra d'après son roman La Pavane des poisons
- Directeur de la photographie : André Bac
- Musique : Joseph Kosma
- Son : Roger Cosson
- Montage : Georges Arnstam
- Production : Maurice Dekobra, André Labrousse
- Sociétés de production : Licorne Films, Onyx Films
- Format : Noir et blanc - 35 mm - 1,37:1 - Mono
- Genre : Drame policier
- Durée : 93 minutes (1h33)
- Sortie : France, 23 novembre 1956

## Distribution
- Anne Vernon : Claire Grandjean, préceptrice de la petite Françoise
- Franck Villard : Étienne Jean Marie de Montenoy, le châtelain
- Dora Doll : Angèle Amélie Jeanne Mersch, gouvernante et ancienne maîtresse d'Étienne
- Jacques Castelot : Thierry de Villesec, mari de Cécile, beau-frère d'Étienne
- Henri Vilbert : Charles Tramillet, mari d'Henriette et autre beau-frère d'Étienne
- Serge Nadaud : l'inspecteur de police Fiori
- Roland Lesaffre : Raymond Dellez
- Yves Massard : Dr. Delacroix
- Ketti Gallian : Cécile de Villesec, sœur d'Étienne et épouse de Thierry
- Perrette Souplex : Clotilde
- Robert Seller : Édouard, le valet de chambre
- Gilles Quéant : le juge
- Bernard Musson : le notaire
- Albert Michel : le garde chasse
- Claire Olivier : Rose
- Christel Mathieu : Henriette Tramillet
- Zina d'Harcourt (Zina Rachevsky) : Dora Dalba, une strip-teaseuse
- Isabelle Eber : Simone Tramillet
- Yannick Malloire : Françoise Deschamps